# Admannshagen-Bargeshagen
Admannshagen-Bargeshagen es un municipio situado en el distrito de Rostock, en el estado federado de Mecklemburgo-Pomerania Occidental (Alemania), a una altitud de 10 metros. Su población a finales de 2016 era de 2847 habs. y su densidad poblacional, 180 hab/km².

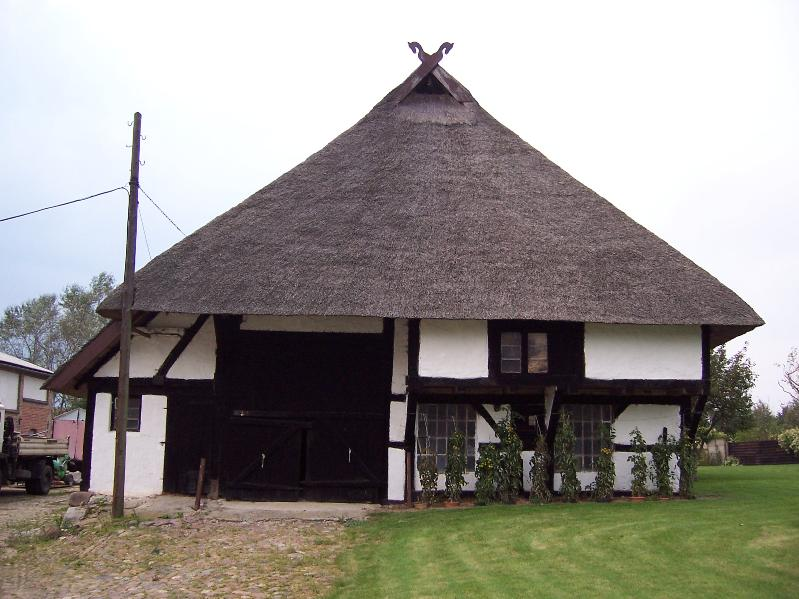
Casa de Admannshagen-Bargeshagen